# 泡利环形山

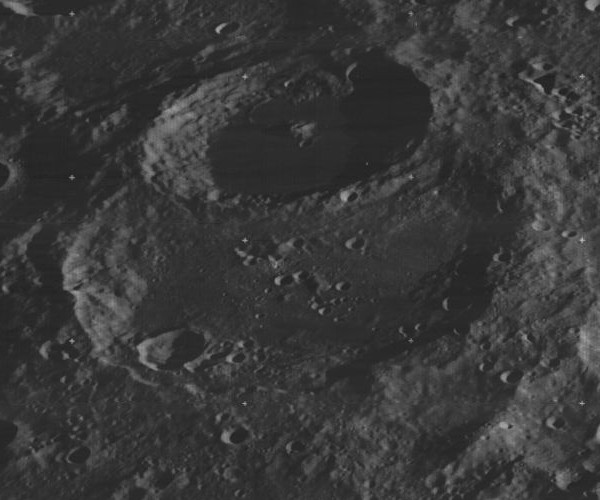
月球轨道器3号拍摄的朝南斜视图，上方为泡利环形山、中间是洛希环形山。

泡利环形山（Pauli）是月球背面南半球一座大型撞击坑，位于赤道与南极点中间，约形成于早雨海世，其名称取自奥地利裔美籍物理学家沃尔夫冈·泡利（1900年-1958年），1970年被国际天文学联合会正式批准接受。

## 描述
泡利环形山坐落在洛希环形山的南侧壁上，西北毗邻罗斯兰环形山；东面靠近较小的莱德陨石坑；采拉斯基环形山位于它的东南；东南偏南和西南偏西分别坐落着哈根环形山和科济列夫环形山，该陨坑的中心月面坐标为44°46′S 137°21′E / 44.76°S 137.35°E，直径95.3公里，深度为2.8公里。
该环形山外观呈多边形状，受撞击侵蚀程度较轻，南侧和西壁边缘清晰。陨坑外侧壁平缓，内侧坡北窄南宽，其中：西南内壁上坐落着一座醒目的小陨坑；
东侧内壁则带有阶地状结构；而北侧壁贯穿着众多狭窄的山谷。陨坑壁高出周边地形1380米，内部容积66003。碗状的坑底已被玄武质熔岩填塞和抚平，形成一处色泽较周边地形更深的低反照率表面。坑内东南部地表上显示有一座已被淹没的幽灵坑残迹，中心点附近矗立着一座低矮的圆形山丘，它的西北附靠着一座碗状的小陨坑。泡利环形山坑底从东到西横贯着无数条来自莱德陨石坑的狭窄射纹束。

## 卫星陨石坑
按惯例，最靠近泡利环形山的卫星坑在月图上以字母标注在该坑中心点的旁边。

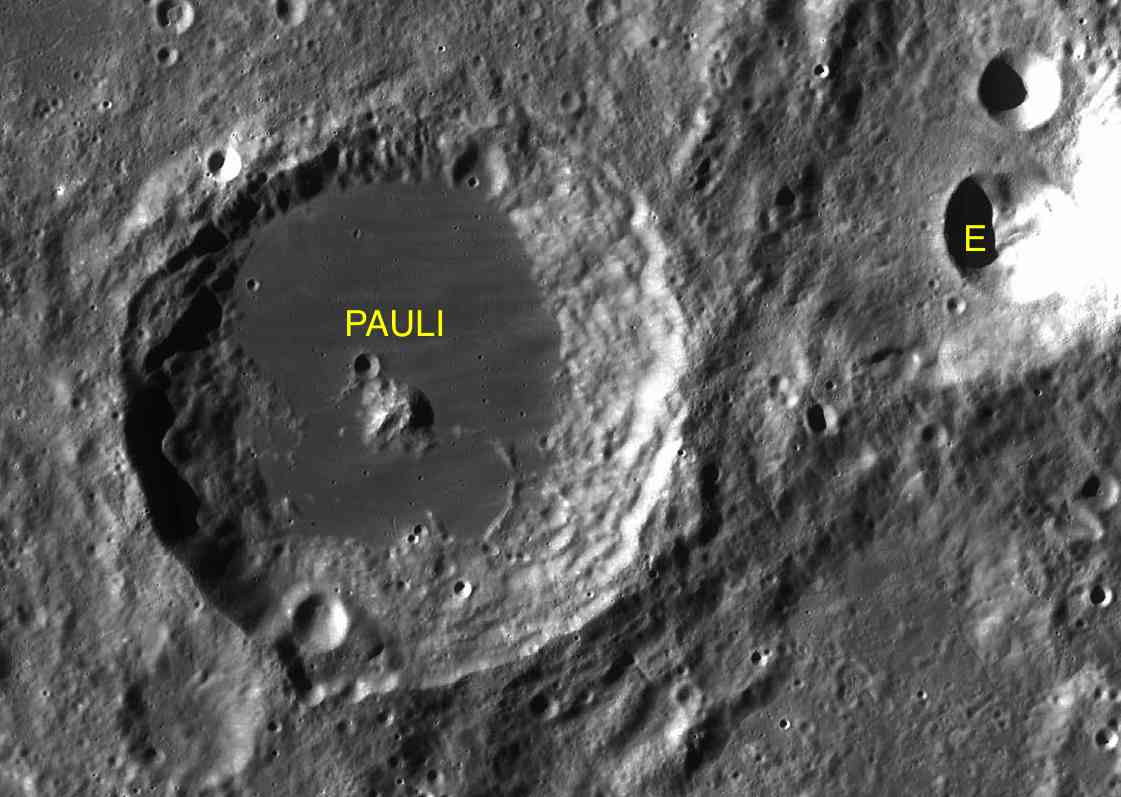
LAC-118 月图

| 泡利 | 纬度    | 经度     | 直径 |
| ---- | ------- | -------- | ---- |
| E    | 44.1° S | 141.4° E | 24 2 |

## 另请参阅
- Andersson, L. E.; Whitaker, E. A. . NASA RP-1097. 1982.
- Blue, Jennifer. . USGS. July 25, 2007  [2007-08-05]. （原始内容存档于2013-02-13）.
- Bussey, B.; Spudis, P. . New York: Cambridge University Press. 2004. ISBN 978-0-521-81528-4.
- Cocks, Elijah E.; Cocks, Josiah C. . Tudor Publishers. 1995. ISBN 978-0-936389-27-1.
- McDowell, Jonathan. . Jonathan's Space Report. July 15, 2007  [2007-10-24]. （原始内容存档于2012-05-26）.
- Menzel, D. H.; Minnaert, M.; Levin, B.; Dollfus, A.; Bell, B. . Space Science Reviews. 1971, 12 (2): 136–186. Bibcode:1971SSRv...12..136M. doi:10.1007/BF00171763.
- Moore, Patrick. . Sterling Publishing Co. 2001. ISBN 978-0-304-35469-6.
- Price, Fred W. . Cambridge University Press. 1988. ISBN 978-0-521-33500-3.
- Rükl, Antonín. . Kalmbach Books. 1990. ISBN 978-0-913135-17-4.
- Webb, Rev. T. W.  6th revised. Dover. 1962. ISBN 978-0-486-20917-3.
- Whitaker, Ewen A. . Cambridge University Press. 1999. ISBN 978-0-521-62248-6.
- Wlasuk, Peter T. . Springer. 2000. ISBN 978-1-85233-193-1.